# Lonchocarpus lutescens
Lonchocarpus lutescens är en ärtväxtart som beskrevs av Henri François Pittier. Lonchocarpus lutescens ingår i släktet Lonchocarpus och familjen ärtväxter. Inga underarter finns listade i Catalogue of Life.